# Избори за одборнике Скупштине града Ниша 2020.
Избори за одборнике Скупштине града Ниша 2020. су се одржали 21. јуна 2020. и део су локалних избора у Србији, а одржани су истовремено са парламентарним изборима 2020. Коалиција око СНС је веома убедљиво победила, освојивши више од две трећине одборника (47). Након извесног времена и нагађања у јавности, Драгана Сотировски, дотадашња начелница Нишавског округа постаје градоначелник, што је чини првом женом која је изабрана на ту функцију у историји Ниша.